# Dongjak-gu
Pour les articles homonymes, voir Dongjak.

Situation dans Séoul.

Dongjak-gu (hangul : 동작구 ; hanja : 銅雀區) est un arrondissement (gu) de Séoul situé au sud du fleuve Han.

## Quartiers
Administrativement, Dongjak est divisé en 17 quartiers (dong) :
- Bon-dong
- Daebang-dong
- Dongjak-dong
- Heukseok-dong (combiné en janvier 2008)
- Noryangjin-dong 1, 2
- Sadang-dong 1, 2, 3, 4, 5
- Sangdo-dong 1, 2, 3, 4  (2 et 5 ont été combinés en janvier 2008)
- Sindaebang-dong 1, 2